# حوذان مقدسي
الحوذان المقدسي (باللاتينية: Ranunculus hierosolymitanus) نوع نباتي يتبع جنس الحوذان من الفصيلة الحوذانية.

## الموئل والانتشار
موطنه الأصلي بلاد الشام.